# Vasya (cráter)
Vasya es un pequeño cráter de impacto ubicado en la parte noroeste del Mare Imbrium, en el sector noroeste de la cara visible de la Luna. Se encuentra al sursureste de Slava y el tenue borde noroeste es tangente al cráter Nikolya. Los elementos más destacables de la zona son el Promontorium Heraclides (30 km al norte) y el cráter C. Herschel (150 km al sursureste) del área explorada por el Lunojod 1.

## Descripción
El cráter lleva el diminutivo del nombre masculino ruso de origen griego Vasily (Basilio). Es uno de los doce nombres de cráteres situados en el área rcorrida por el Lunojod 1, aprobados por la Unión Astronómica Internacional (UAI) el 14 de junio de 2012.
|  |  |

El módulo terrestre de la misión soviética Luna 17 cruzó hacia el este del cráter a mediados de diciembre de 1970 y giró hacia el norte, luego hacia el sur durante una corta distancia y posteriormente hacia el norte una vez situado cerca del centro del cráter. Fue uno de los dos cráteres visitados en ese mes. El róver a continuación se dirigió al noreste del cráter Nikolya. La ubicación y la trayectoria del módulo de aterrizaje fueron determinados por Albert Abdrakhimov el 17 de marzo de 2010, basándose en una imagen tomada por el Lunar Reconnaissance Orbiter.